# Canton de Mont-sous-Vaudrey
Le canton de Mont-sous-Vaudrey est une circonscription électorale française du département du Jura.

## Histoire
Un nouveau découpage territorial du Jura entre en vigueur à l'occasion des élections départementales de 2015. Il est défini par le décret du 17 février 2014, en application des lois du 17 mai 2013 (loi organique 2013-402 et loi 2013-403). Les conseillers départementaux sont, à compter de ces élections, élus au scrutin majoritaire binominal mixte. Les électeurs de chaque canton élisent au Conseil départemental, nouvelle appellation du Conseil général, deux membres de sexe différent, qui se présentent en binôme de candidats. Les conseillers départementaux sont élus pour 6 ans au scrutin binominal majoritaire à deux tours, l'accès au second tour nécessitant 12,5 % des inscrits au 1er tour. En outre la totalité des conseillers départementaux est renouvelée. Ce nouveau mode de scrutin nécessite un redécoupage des cantons dont le nombre est divisé par deux avec arrondi à l'unité impaire supérieure si ce nombre n'est pas entier impair, assorti de conditions de seuils minimaux. Dans le Jura, le nombre de cantons passe ainsi de 34 à 17.
Le canton de Mont-sous-Vaudrey est formé de communes des anciens cantons de Montbarrey (13 communes), de Dampierre (14 communes), de Villers-Farlay (11 communes) et de Dole-Sud-Ouest (1 commune). Le canton est entièrement inclus dans l'arrondissement de Dole. Le bureau centralisateur est situé à Mont-sous-Vaudrey.

## Représentation
| Période élective | Période élective | Mandat | Mandat   | Identité          | Nuance | Nuance | Qualité |
| ---------------- | ---------------- | ------ | -------- | ----------------- | ------ | ------ | --- |
| 2015             | 2021             | 2015   | 2021     | Natacha Bourgeois |        | LR     | Adjointe au maire de Mont-sous-Vaudrey jusqu'en 2020 |
| 2015             | 2021             | 2015   | 2021     | Gérôme Fassenet   |        | LR     | Maire de Louvatange Président de la Communauté de communes Jura Nord |
| 2021             | 2028             | 2021   | en cours | Gérôme Fassenet   |        | LR     | Conseiller sortant Cinquième vice-président chargé du tourisme et de l'insertion, suppléant de la Députée Justine Gruet, Président du Conseil départemental depuis le 13 mai 2024 |
| 2021             | 2028             | 2021   | en cours | Sandra Hählen     |        | LR     | Professeure des écoles, maire de Mouchard |

### Résultats détaillés

#### Élections de mars 2015
À l'issue du 1er tour des élections départementales de 2015, trois binômes sont en ballottage : Françoise Molard et Stéphane Montrelay (FN, 32,24 %), Natacha Bourgeois et Gérôme Fassenet (Union de la Droite, 30,03 %) et Stéphanie Desarbres et Grégoire Durant (DVG, 25,52 %). Le taux de participation est de 58,08 % (6 729 votants sur 11 585 inscrits) contre 56,35 % au niveau départemental et 50,17 % au niveau national.
Au second tour, Natacha Bourgeois et Gérôme Fassenet (Union de la Droite) sont élus avec 36,57 % des suffrages exprimés et un taux de participation de 61,03 % (2 478 voix pour 7 070 votants et 11 584 inscrits).

#### Élections de juin 2021
Le premier tour des élections départementales de 2021 est marqué par un très faible taux de participation (33,26 % au niveau national). Dans le canton de Mont-sous-Vaudrey, ce taux de participation est de 39,74 % (4 727 votants sur 11 894 inscrits) contre 35,65 % au niveau départemental. À l'issue de ce premier tour, deux binômes sont en ballottage : Gérôme Fassenet et Sandra Hählen (LR, 43,08 %) et Luc Baton et Cécile Denel (DVG, 33,29 %).
Le second tour des élections est marqué une nouvelle fois par une abstention massive équivalente au premier tour. Les taux de participation sont de 34,36 % au niveau national, 37,47 % dans le département et 41,11 % dans le canton de Mont-sous-Vaudrey. Gérôme Fassenet et Sandra Hählen (LR) sont élus avec 57,93 % des suffrages exprimés (2 524 voix pour 4 890 votants et 11 894 inscrits),,.

## Composition
Le canton de Mont-sous-Vaudrey comprenait trente-neuf communes entières à sa création.
À la suite du décret du 5 mars 2020, la commune de Dampierre est entièrement rattachée au canton de Mont-sous-Vaudrey. Le canton compte donc 39 communes entières.
| Nom                                       | Code Insee | Intercommunalité  | Superficie (km2) | Population (dernière pop. légale) | Densité (hab./km2) | Modifier                                    |
| ----------------------------------------- | ---------- | ----------------- | ---------------- | --------------------------------- | ------------------ | ------------------------------------------- |
| Mont-sous-Vaudrey (bureau centralisateur) | 39365      | CC du Val d'Amour | 14,86            | 1 302 (2022)                      | 88                 | modifier les données · modifier les données |
| Augerans                                  | 39026      | CC du Val d'Amour | 8,05             | 186 (2022)                        | 23                 | modifier les données · modifier les données |
| Bans                                      | 39037      | CC du Val d'Amour | 3,92             | 181 (2022)                        | 46                 | modifier les données · modifier les données |
| La Barre                                  | 39039      | CC Jura Nord      | 3,31             | 247 (2022)                        | 75                 | modifier les données · modifier les données |
| Belmont                                   | 39048      | CC du Val d'Amour | 16,06            | 255 (2022)                        | 16                 | modifier les données · modifier les données |
| La Bretenière                             | 39076      | CC Jura Nord      | 1,63             | 215 (2022)                        | 132                | modifier les données · modifier les données |
| Chamblay                                  | 39093      | CC du Val d'Amour | 13,82            | 423 (2022)                        | 31                 | modifier les données · modifier les données |
| Champagne-sur-Loue                        | 39095      | CC du Val d'Amour | 3,77             | 121 (2022)                        | 32                 | modifier les données · modifier les données |
| Chatelay                                  | 39117      | CC du Val d'Amour | 13,07            | 100 (2022)                        | 7,7                | modifier les données · modifier les données |
| Chissey-sur-Loue                          | 39149      | CC du Val d'Amour | 38,56            | 322 (2022)                        | 8,4                | modifier les données · modifier les données |
| Courtefontaine                            | 39172      | CC Jura Nord      | 13,64            | 260 (2022)                        | 19                 | modifier les données · modifier les données |
| Cramans                                   | 39176      | CC du Val d'Amour | 8,13             | 517 (2022)                        | 64                 | modifier les données · modifier les données |
| Dampierre                                 | 39190      | CC Jura Nord      | 9,48             | 1 316 (2022)                      | 139                | modifier les données · modifier les données |
| Écleux                                    | 39206      | CC du Val d'Amour | 6,20             | 217 (2022)                        | 35                 | modifier les données · modifier les données |
| Étrepigney                                | 39218      | CC Jura Nord      | 15,60            | 432 (2022)                        | 28                 | modifier les données · modifier les données |
| Évans                                     | 39219      | CC Jura Nord      | 9,87             | 658 (2022)                        | 67                 | modifier les données · modifier les données |
| Fraisans                                  | 39235      | CC Jura Nord      | 16,90            | 1 170 (2022)                      | 69                 | modifier les données · modifier les données |
| Germigney                                 | 39249      | CC du Val d'Amour | 5,44             | 77 (2022)                         | 14                 | modifier les données · modifier les données |
| Grange-de-Vaivre                          | 39259      | CC du Val d'Amour | 1,74             | 45 (2022)                         | 26                 | modifier les données · modifier les données |
| La Loye                                   | 39305      | CC du Val d'Amour | 19,56            | 537 (2022)                        | 27                 | modifier les données · modifier les données |
| Montbarrey                                | 39350      | CC du Val d'Amour | 9,70             | 306 (2022)                        | 32                 | modifier les données · modifier les données |
| Monteplain                                | 39352      | CC Jura Nord      | 1,68             | 148 (2022)                        | 88                 | modifier les données · modifier les données |
| Mouchard                                  | 39370      | CC du Val d'Amour | 6,18             | 1 094 (2022)                      | 177                | modifier les données · modifier les données |
| Nevy-lès-Dole                             | 39387      | CA Grand Dole     | 7,01             | 290 (2022)                        | 41                 | modifier les données · modifier les données |
| Orchamps                                  | 39396      | CC Jura Nord      | 9,92             | 1 048 (2022)                      | 106                | modifier les données · modifier les données |
| Ounans                                    | 39399      | CC du Val d'Amour | 12,19            | 330 (2022)                        | 27                 | modifier les données · modifier les données |
| Our                                       | 39400      | CC Jura Nord      | 13,86            | 148 (2022)                        | 11                 | modifier les données · modifier les données |
| Pagnoz                                    | 39403      | CC du Val d'Amour | 3,29             | 217 (2022)                        | 66                 | modifier les données · modifier les données |
| Plumont                                   | 39430      | CC Jura Nord      | 12,10            | 105 (2022)                        | 8,7                | modifier les données · modifier les données |
| Port-Lesney                               | 39439      | CC du Val d'Amour | 10,91            | 539 (2022)                        | 49                 | modifier les données · modifier les données |
| Ranchot                                   | 39451      | CC Jura Nord      | 6,91             | 507 (2022)                        | 73                 | modifier les données · modifier les données |
| Rans                                      | 39452      | CC Jura Nord      | 6,14             | 529 (2022)                        | 86                 | modifier les données · modifier les données |
| Salans                                    | 39498      | CC Jura Nord      | 6,88             | 654 (2022)                        | 95                 | modifier les données · modifier les données |
| Santans                                   | 39502      | CC du Val d'Amour | 16,52            | 275 (2022)                        | 17                 | modifier les données · modifier les données |
| Souvans                                   | 39520      | CC du Val d'Amour | 19,66            | 519 (2022)                        | 26                 | modifier les données · modifier les données |
| Vaudrey                                   | 39546      | CC du Val d'Amour | 17,87            | 351 (2022)                        | 20                 | modifier les données · modifier les données |
| La Vieille-Loye                           | 39559      | CC du Val d'Amour | 9,19             | 395 (2022)                        | 43                 | modifier les données · modifier les données |
| Villeneuve-d'Aval                         | 39565      | CC du Val d'Amour | 3,99             | 96 (2022)                         | 24                 | modifier les données · modifier les données |
| Villers-Farlay                            | 39569      | CC du Val d'Amour | 10,04            | 649 (2022)                        | 65                 | modifier les données · modifier les données |
| Canton de Mont-sous-Vaudrey               | 3910       |                   | 407,65           | 16 781 (2022)                     | 41                 | modifier les données                        |

## Démographie
En 2022, le canton comptait 16 781 habitants, en évolution de +0,62 % par rapport à 2016 (Jura : −0,81 %, France hors Mayotte : +2,11 %).
| 2013   | 2018   | 2022   |
| ------ | ------ | ------ |
| 16 686 | 16 665 | 16 781 |